# Тантијема
Тантијема (фр. tantième) термин је који означава одређени удео у нечему, део који припада некоме: учеснику, сараднику у нечему. Нарочито надокнада за рад уметника на име његових ауторских или извођачких права.

## Ауторске тантијеме
Ауторске тантијеме представљају проценат од продаје књига, коришћења композиције, извођења представе, емитовање филма, итд. Добијају их аутори (писци, сценаристи, композитори, редитељи, итд.).

## Извођачке тантијеме
Извођачке тантијеме представљају проценат од продаје компакт-дискова, аудио-касета и сл. Затим од емитовања снимка концерта или представе на телевизији или радију, приход од улазница за представе, итд. Добијају их извођачи попут глумаца, певача, музичара, играча и других.